# Andressa Fernandes
Andressa Corrêa Fernandes (ur. 27 października 1986) – brazylijska judoczka. Olimpijka z Pekinu 2008, gdzie zajęła dziewiętnaste miejsce w wadze półlekkiej.
Startowała w Pucharze Świata w latach 2008-2011 i 2013. Triumfatorka igrzysk Ameryki Południowej w 2010 i druga w 2002, a także pierwsza w drużynie w 2006. Brązowa medalistka mistrzostw panamerykańskich w 2005. Dwa razy na podium mistrzostw Ameryki Południowej. Wicemistrzyni igrzysk wojskowych w 2011 roku. 

## Letnie Igrzyska Olimpijskie 2008
| Konkurencja | Eliminacje           | Klas. końcowa |
| Konkurencja | Przeciwnik I         | Miejsce       |
| ----------- | -------------------- | ------------- |
| 52 kg       | María García (DOM) P | 19.           |